# Heterocrossa contactella
Heterocrossa contactella är en fjärilsart som först beskrevs av Walker 1866b.  Heterocrossa contactella ingår i släktet Heterocrossa och familjen Carposinidae. Inga underarter finns listade i Catalogue of Life.